# Macromalon montanum
Macromalon montanum är en stekelart som beskrevs av Henry Keith Townes, Jr. 1959. Macromalon montanum ingår i släktet Macromalon och familjen brokparasitsteklar. Inga underarter finns listade i Catalogue of Life.